# Angélique Arnauld (religieuse)
Pour l’article ayant un titre homophone, voir Angélique Arnaud (femme de lettres).
Pour les articles homonymes, voir Arnauld et Famille Arnauld.
Ne doit pas être confondu avec Angélique de Saint-Jean Arnauld d'Andilly.
Jacqueline Marie Angélique Arnauld, en religion mère Angélique Arnauld, née le 8 septembre 1591 et morte le 6 août 1661, est une religieuse française, abbesse et réformatrice de Port-Royal, et figure majeure du jansénisme.
Elle est la sœur du Grand Arnauld, théologien et chef de file du jansénisme, et troisième des vingt enfants d'Antoine Arnauld.

## Biographie

### Une enfance au monastère
Troisième enfant et deuxième fille de l'avocat Antoine Arnauld et de Catherine Marion, Jacqueline passe son enfance dans le milieu prisé des membres du Parlement. Très tôt, elle fait preuve d'une étonnante volonté de caractère et reçoit une excellente éducation, ayant pour cela bénéficié des cours privés donnés à son frère cadet Antoine.
Enfant mal aimée, elle ne trouve d'affection qu'auprès de son grand-père, l'avocat général Simon Marion. « Je passais toute la journée dans sa chambre ou dans son cabinet », écrira-t-elle. C'est d'ailleurs ce dernier qui va sceller son destin. Bien que fort peu croyant, Marion cède à la réalité des temps : effrayé par une descendance fortement féminine, il décide de marier Catherine, la sœur aînée de Jacqueline et de cloîtrer cette dernière. Jacqueline y consent, mais seulement à condition d'être abbesse. Bien vu par le Roi Henri IV, Simon Marion obtient de placer la très jeune fille à Port-Royal des Champs, malgré les réticences de Rome—la violente opposition des Arnauld aux Jésuites n'y est pas pour rien—et celles de l'abbesse en place, Jeanne de Boulehart. Le 23 juin (1599), Jacqueline prend officiellement l'habit de novice de Cîteaux. Pour faire son noviciat, elle est bientôt transférée (25 juin 1600) à l'abbaye de Maubuisson, gouvernée par Angélique d'Estrées, sœur de la belle Gabrielle d'Estrées, la maîtresse d'Henri IV.
L'enfant est élevée là dans la liberté, le luxe, voire le libertinage mais trouve aux côtés d'Angélique d'Estrées un ersatz de l'amour maternel inexistant. À sa confirmation, le 29 septembre de la même année, elle prend le nom d'Angélique, en hommage probable à l'abbesse. Une fraude de son père sur son âge lui fait obtenir de Rome les bulles nécessaires pour devenir abbesse, alors qu'elle n'a que onze ans. Ce régime de la commende est une pratique courante à l'époque. On donne une abbaye ou un monastère comme une source de revenus. « J'avais une aversion horrible du couvent, relate-t-elle. J'étais éveillée et fôlatre. » Ses journées sont surtout consacrées aux promenades, à la lecture profane et aux visites à l'extérieur du monastère. « Au lieu de prier, nous dit-elle, je passais mon temps à lire des romans et de l'histoire romaine. »
Le 16 juillet 1602, après le décès de Jeanne de Boulehart dont elle était la coadjutrice, Jacqueline-Angélique est élue abbesse de Port-Royal. Il n'est plus temps de revenir en arrière, mais Angélique ne se sent attirée par rien. Meurtrie, malade, elle revient en convalescence dans la maison familiale. Âgée alors de seize ans, physiquement faible mais consciente, elle accepte, « bouillante de dépit », de signer un formulaire donné par son père où elle réitère ses vœux. Elle entre alors véritablement dans la vie religieuse, aidée par sa sœur cadette Jeanne, devenue en 1599 Mère Agnès de Saint Paul à l'abbaye bénédictine de Saint Cyr, et qui la suit à Port-Royal.
N'ayant pas la vocation, elle imagine en 1607 s'enfuir à La Rochelle où une partie de sa famille est protestante et s'y marier mais, affligée par une « grande maladie », son projet est avorté.

### L'abbesse réformatrice
Un sermon prêché lors de la visite, en 1608, d’un capucin (prêtre d'un ordre inspiré par saint François d'Assise) est l'occasion de sa conversion en ce « siècle des saints ». Elle décide alors de changer immédiatement son mode de vie et de réaliser une réforme dans son monastère. Elle commence par elle-même, décidée à suivre les règles de son ordre dans toute leur rigueur. Ce n'est pas tâche facile, les religieuses du temps acceptant le couvent moyennant des conditions de vie assez frivoles. La décision d'Angélique est cependant inébranlable : il faut que toutes les sœurs mettent leurs biens en commun. En 1609, elle y parvient, mais ce n'est pas assez. Il lui faut imposer le retrait du monde à sa propre famille. Alors qu'elle a déjà rétabli la clôture de l'abbaye le 19 avril 1609, elle décide, seule, de fermer les portes du monastère à sa famille.
Le 25 septembre, elle refuse d'ouvrir à son propre père et au reste des siens, venus lui rendre visite comme à leur habitude. La confrontation, terrible, est connue sous l'appellation de « Journée du Guichet » qui devait rester célèbre dans les Annales du jansénisme. Après la réforme de Port-Royal, mère Angélique entreprend en 1618 de ramener à une vie régulière l'abbaye de Maubuisson, qui lui est familière, mais où les scandales sont de plus en plus fréquents. Angélique d'Estrées, l'abbesse, continuait de mener une telle vie que sa sœur Gabrielle lui avait, de son vivant, reproché d’être « la honte de notre maison ».

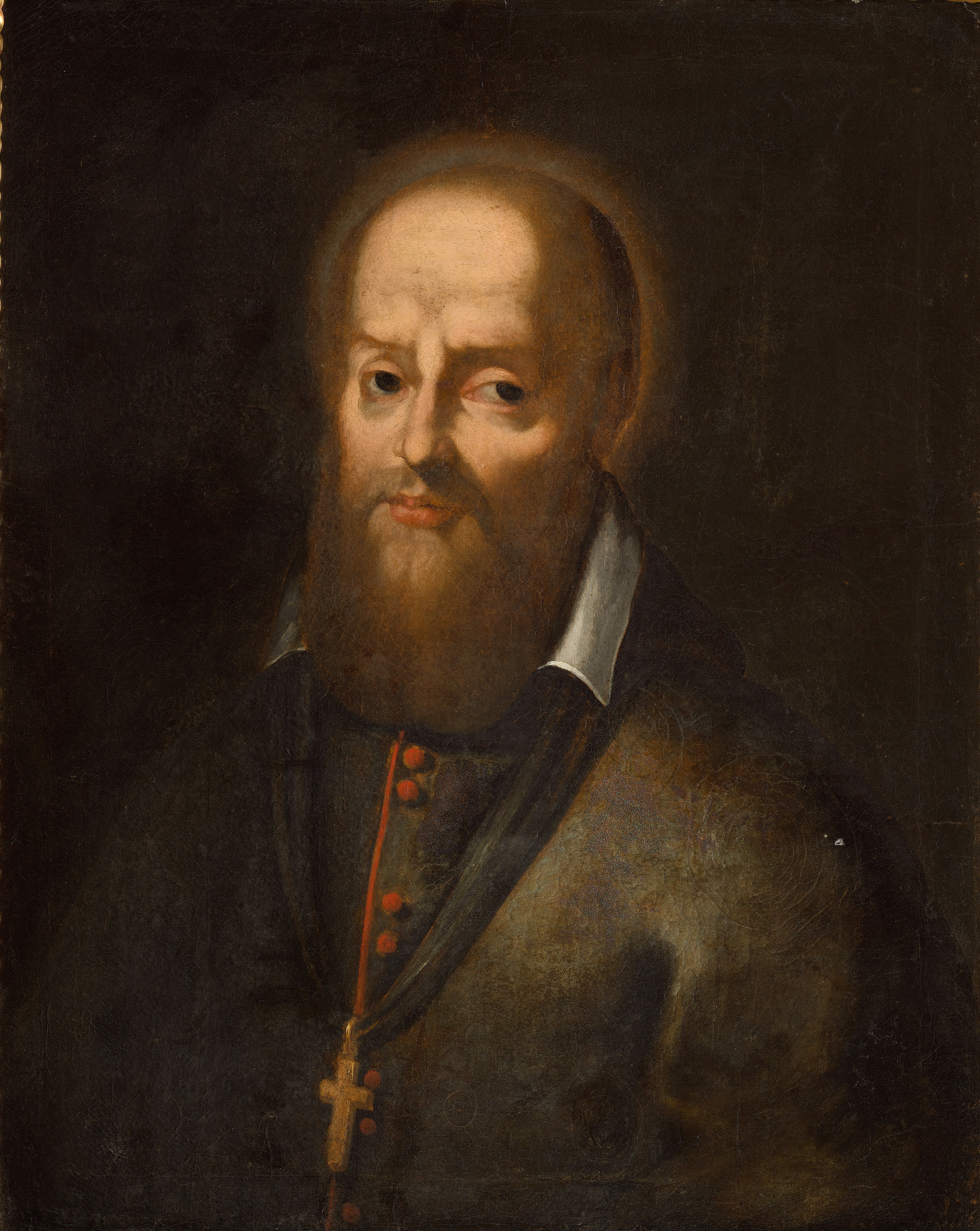
François de Sales.

À Maubuisson, mère Angélique fait la connaissance de saint François de Sales et se place sous sa direction. Elle pense même renoncer à la crosse pour entrer dans l'Ordre de la Visitation. Le saint, qui sait comment la prendre, parvient à la détourner avec douceur de ce projet.
Les années qui suivent (1620-30) furent sans doute les plus belles pour Port-Royal, années de régularité, de prière, de vrai bonheur. Port-Royal ne séduit plus uniquement les futures religieuses, mais également de grandes figures féminines du temps — dont la Duchesse de Longueville — que l'on nommera « les Belles amies ». Angélique, pourtant, se sent seule depuis la disparition de François de Sales. À qui se confier ? De passage à Paris, elle rencontre Jean Duvergier de Hauranne, abbé de Saint-Cyran qui va marquer toute sa vie. Pour le moment, elle ne fait que le croiser. Aux Champs, les religieuses accourent et la réputation de l'abbaye s'étend fort loin. En 1624, le climat de la vallée de Port-Royal étant malsain pour les religieuses, dont beaucoup meurent de paludisme, Catherine Marion achète le 19 juillet 1624 l'hôtel de Clagny, près du Faubourg Saint-Jacques. Cet hôtel construit dès 1556 par Pierre Lescot, l'architecte du Louvre, puis légué à sa mort à son neveu Léon Lescot qui le vend à Angélique Arnaud (a), et ce malgré le désaccord de l'archevêque de Paris Jean-François de Gondi, qui ne peut tolérer la coexistence de deux Port-Royal.
Deux ans plus tard, Angélique arrive malgré tout à ses fins et parvient à établir quatre-vingt religieuses dans l'édifice parisien. L'une d'elles, Catherine de Sainte Félicité, n'est autre que sa propre mère, veuve depuis 1619 et désireuse d'entrer en religion. C'est à cette époque que l'abbesse fait la connaissance de Sébastien Zamet, évêque de Langres, qui avait réformé l'abbaye bénédictine de Tard près de Dijon, et pensait à la fondation d'un ordre en l'honneur du Saint-Sacrement. Il voyait dans la fusion des deux monastères (Port-Royal et Le Tard) une chance envoyée par la Providence. Il en fait part à l'abbesse, qui approuve le projet. Ensemble ils commencent l'érection d'un nouveau monastère près du Louvre, mais le goût du luxe de l'évêque l'inquiète pourtant, contrastant avec son esprit de pauvreté et d'austérité. Entêtée au point de tomber malade quand on s'oppose à elle, Angélique veut faire construire selon ses idées et imposer sa volonté à son entourage. Le 20 juillet 1630, elle se défait de sa charge d'abbesse, remplacée par Geneviève de Saint-Augustin Le Tardif. Un an auparavant, Agnès a rejoint l'abbaye du Tard où elle devient abbesse. C'est à cette époque que l'affaire dite du « Chapelet Secret » surgit, porteuse de nouveaux troubles. Le « Chapelet Secret » est, en fait, un traité mystique de quelques pages composé par Agnès où le Sacrement de l'Amour est représenté comme terrible, formidable et inaccessible. Sébastien Zamet n'est pas étranger à ce climat extrême, où l'amour de Dieu, infini, va de pair avec une totale indifférence quant au salut personnel des êtres humains.
Ce petit livre est inquiétant, à cause des tendances spirituelles erronées qu'il révèle, en totale contradiction avec la spiritualité d'Angélique, adversaire de tout mysticisme. Le 18 juin 1633, le « Chapelet Secret » est condamné par la Sorbonne et, le 26 avril de l'année suivante, le Pape Urbain VIII ordonne sa destruction. Mais le Chapelet empoisonnera jusqu'à la fin l'esprit même de Port-Royal qui, pour la première fois, attire les soupçons, comme ayant altéré l'intégrité de sa doctrine. Néanmoins un défenseur anonyme publie une brochure défendant le petit traité. On devait bientôt apprendre que l'auteur n'était autre que Saint-Cyran.

### Angélique Arnauld et le jansénisme
Mère Angélique connaît Saint-Cyran depuis longtemps, mais le découvre seulement. Cet esprit fort aura toujours besoin de se sentir soutenu. Saint-Cyran, relativement proche de la famille Arnauld, dont il partage le rejet des jésuites, accepte en mars 1635 de confesser les moniales. Lorsqu'elle se retrouve à ses genoux, Angélique demeure muette, sentant en ce prêtre un esprit « aussi spirituel et sain que savant. » En fait, elle admire et redoute tout à la fois « la forte, sainte, droite et éclairée conduite de ce serviteur de Dieu ». Elle finit par céder.
En sa compagnie, même le bruit et les futilités parisiennes lui deviennent supportables. Cependant, Port-Royal de Paris ne sera jamais Port-Royal des Champs, aussi Angélique rejoint-elle sa chère solitude le 10 février 1636. Agnès, qui l'a suivie, se rapproche également de Saint-Cyran. Ce dernier devient rapidement le directeur de conscience de l'abbaye et, dès lors, l'histoire de mère Angélique Arnauld va se confondre avec celle du jansénisme. Autour du monastère se sont groupés douze laïcs, dont la plupart appartiennent à la famille Arnauld. Tout en menant une vie de pénitence, ceux que l'on va appeler les « Solitaires » ont largement contribué à assécher les marais, rendant la vie nettement moins malsaine. En plus, au fil des années, tous ont bâti les piliers d'une éducation nouvelle, qui prendra corps avec Les petites écoles.

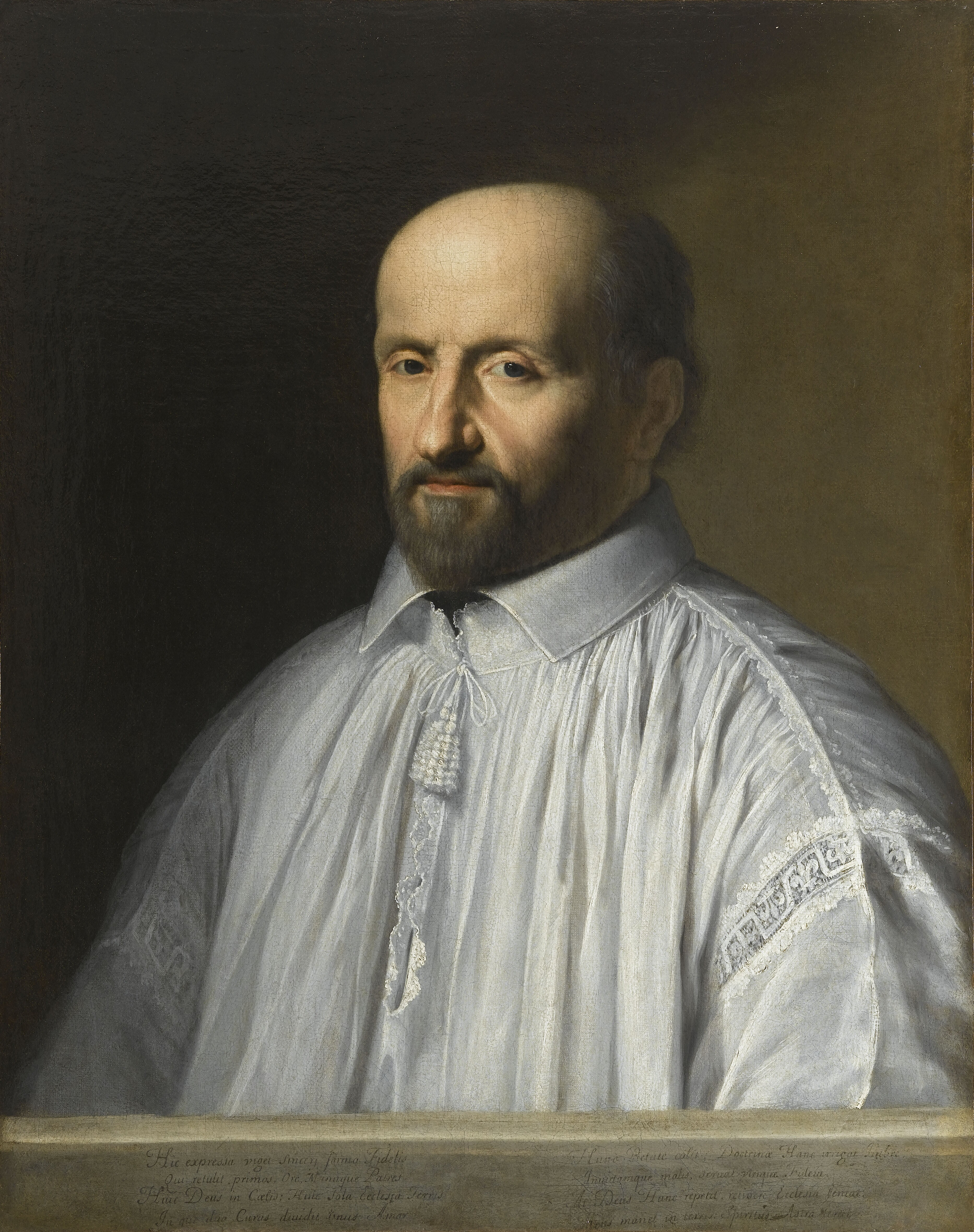
Philippe de Champaigne, Portrait de Jean Duvergier de Hauranne, abbé de Saint Cyran (1581-1643), musée de Grenoble.

Comme Angélique avait réuni sous sa Crosse ses cinq sœurs et un grand nombre de ses nièces, on peut dire, sans se tromper, que le Port-Royal du XVIIe siècle est sa création. Avec Saint-Cyran, il devient le centre d'un nouveau mouvement, rapidement considéré par les pouvoirs laïcs et ecclésiastiques comme inquiétant. Richelieu, qui reconnaît en lui autant un ennemi personnel qu'une menace pour le Royaume, le fait arrêter (16 mai 1638) puis jeter en prison à Vincennes. Mère Angélique n'en devient que plus attachée à son directeur, qu'elle regarde comme un homme « persécuté pour la justice ». Mais si le Dieu d'amour de François de Sales était d'accès possible, le Dieu de Saint-Cyran, terrible, s'approche avec difficulté. La prédestination, la grâce relative, la remise en question du libre-arbitre jettent sur l'être humain une vision plutôt négative. Pourtant, cette doctrine va séduire le dernier enfant de la famille Arnauld, Antoine, plus connu sous le surnom du Grand Arnauld.
À la mort de Saint-Cyran (11 octobre 1643), soit huit mois après sa libération, Le Grand Arnauld part au combat, de cachette en cachette, pour défendre, entre autres, La Fréquente Communion, essai écrit par Duvergier de Hauranne. Angélique soutient et aide son frère comme elle peut, tout en dénonçant les Provinciales de Blaise Pascal, nouveau venu à Port-Royal, parce que « l'on ne met pas Dieu en place publique ». Épuisée, l'abbesse se renferme en elle-même.
Plus forte que tous les autres membres de Port-Royal par l'étendue de son intelligence et la fermeté de son caractère, mère Angélique a été, malgré ses revendications d'humilité, voire d'inaptitude à comprendre le monde un véritable chef de parti préférant mourir plutôt que de capituler. « Nous nous reverrons ailleurs, où les hommes n'auront plus le pouvoir de nous séparer », écrit-elle enfin. Affaiblie à l'extrême, elle s'inquiète pour ses religieuses en raison de la signature du Formulaire demandée dans sa bulle Cum Occasione par Innocent X en 1653 et reprise en 1656 par Alexandre VII dans sa bulle Ad Sacram pour condamner cinq des propositions tirées de l'Augustinus de Cornelius Jansen, ami de Saint-Cyran.
Parce qu'elle est trop malade, on ne présentera pas le formulaire à Angélique Arnauld qui meurt le 6 août 1661. En venant faire signer les religieuses, l'archevêque de Paris Hardouin de Péréfixe laissa échapper qu'elles étaient « pures comme des anges, mais orgueilleuses comme des démons ». Angélique Arnauld a laissé différents écrits et une collection de lettres rassemblées dans les Mémoires pour servir à l'histoire de Port-Royal (Utrecht, 1742-44). Sa sœur Agnès lui survécut dix ans. Elle a écrit un ouvrage intitulé Image de la religieuse parfaite et imparfaite (1665).

## Les cinq propositions
- Quelques commandements de Dieu sont impossibles aux justes qui veulent et s'efforcent selon les forces qu'ils ont présentes : et la grâce, par laquelle ils leur soient possibles, leur manque aussi.
- Dans l'état de la nature déchue, on ne résiste jamais à la grâce intérieure.
- Pour mériter et démériter dans l'état de la nature déchue, il n'est pas nécessaire qu'il y ait dans l'homme une liberté qui soit exempte de contrainte.
- Les demi-pélagiens admettaient la nécessité de la grâce intérieure prévenante, pour chaque action, même pour le commencement de la foi : et ils étaient hérétiques en ce qu'ils voulaient que cette grâce fût telle, que la volonté des hommes lui pût résister ou obéir.
- C'est un sentiment demi-pélagien de dire que Jésus-Christ est mort ou qu'il ait répandu son sang pour tous les hommes sans en exempter un seul.

Les quatre premières propositions ont été jugées hérétiques ; la dernière a été jugée fausse.
(Texte selon la traduction de Gabriel Gerberon, considéré comme le meilleur latiniste de son époque, dans Histoire générale du jansénisme, Amsterdam, 1700.)